# Ром (Джорджия)
Ром (англ. Rome) — город в США, в штате Джорджия, административный центр округа Флойд.

## География и климат
Город расположен в северо-западной части штата Джорджия, в предгорьях Аппалачей, у слияния рек Этова и Устанаула, которые при этом формируют реку Куса. По данным Бюро переписи населения США площадь города составляет 77,3 км², из них примерно 1,3 км² занимают открытые водные поверхности.
По классификации Кёппена климат Рома характеризуется как субтропический океанический климат (Cfa). Довольно тепло, средние месячные температуры изменяются от 5,6 °C — в январе, до 26,1 °C — в июле. Средняя годовая температура составляет 15,6 °C. Осадки распределены в течение года достаточно равномерно, самый дождливый месяц — март (147,3 мм), а самый засушливый — октябрь (71,1 мм). Годовая норма осадков — около 1300 мм.

## Население
По данным переписи 2010 года население Рома составляет 36 303 человека, что делает его 19-м по величине городом штата.
По данным прошлой переписи 2000 года население насчитывало 34 980 человек (13 320 домашних хозяйств и 8431 семья). Плотность населения — около 460 чел/км². Расовый состав: белые (63,12 %); афроамериканцы (27,66 %); коренные американцы (0,39 %); азиаты (1,42 %); жители островов Тихого океана (0,16 %); представители других рас (5,61 %) и представители двух и более рас (1,64 %). Латиноамериканцы всех рас составляют 10,35 % населения.
24,2 % населения города — лица в возрасте младше 18 лет; 12,1 % — от 18 до 24 лет; 27,7 % — от 25 до 44 лет; 20,1 % — от 45 до 64 лет и 15,9 % — 65 лет и старше. Средний возраст населения — 35 лет. На каждые 100 женщин приходится 90,2 мужчин. На каждые 100 женщин в возрасте старше 18 лет — 86,2 мужчин.
Средний доход на домохозяйство — $30 930; средний доход на семью — $37 775. Средний доход на душу населения — $17 327. Примерно 15,3 % семей и 20,3 % населения проживали за чертой бедности.
Динамика численности населения города по годам:
| 1940   | 1950   | 1960   | 1970   | 1980   | 1990   | 2000   | 2010   |
| ------ | ------ | ------ | ------ | ------ | ------ | ------ | ------ |
| 26 282 | 29 615 | 32 336 | 30 759 | 29 654 | 30 326 | 34 980 | 36 303 |

## Известные уроженцы
- Бутч Уокер — американский музыкант, автор песен и продюсер
- Джордж Стивен Моррисон — адмирал Военно-морских сил США